# Pordenone Calcio
Il Nuovo Pordenone 2024 Football Club A.S.D., meglio noto semplicemente come Pordenone, è una società calcistica italiana con sede nella città di Pordenone. Milita in Eccellenza, quinta divisione del campionato italiano.
Nato nel 1920 da una "costola" dell'Unione Sportiva (polisportiva cittadina sorta nel 1913 e attiva in varie discipline), è in termini di tradizione sportiva il terzo consorzio calcistico (dopo Udinese e Triestina) della regione Friuli-Venezia Giulia. Vanta quali maggiori successi della propria storia tre partecipazioni al campionato di Serie B, una Supercoppa di Serie C e uno Scudetto Serie D.
La squadra aveva cessato le sue attività dopo la stagione 2022-2023 a causa del fallimento della società. L'attuale sodalizio si è costituito ufficialmente il 17 maggio 2024 in seguito al fallimento e alla successiva revoca di affiliazione da parte della FIGC del Pordenone Calcio.

## Storia

### Le origini

#### Il contesto: Pordenone all'alba del XX secolo
Nei primi anni del Novecento, la città di Pordenone aveva conosciuto un notevole sviluppo economico ed industriale nelle lavorazioni metalmeccaniche, siderurgiche, chimiche e del legno, andate ad affiancarsi ai già avviati settori del tessile, della ceramica e della carta, grazie anche all'avvento dell'energia idroelettrica utilizzata fin dal 1888. La città cresceva e i suoi cittadini sapevano lavorare quanto divertirsi: se gli operai preferivano al freddo delle case il tepore delle osterie, chi aveva maggiori possibilità frequentava i caffè, il teatro, le feste da ballo. Opere, operette, commedie, balli, concerti bandistici e, dal 1908, spettacoli cinematografici allietavano le serate, alle quali partecipavano spesso e volentieri anche gli abitanti dei paesi vicini.
Pordenone (che all'epoca contava quasi 17 000 abitanti) era conosciuta in tutta Italia anche per il campo di aviazione della Comina inaugurato nella primavera del 1910, dal quale si alzavano in volo i vari Francesco Baracca, Oreste Salomone, Alfredo Barbieri e il "vate" D'Annunzio, che in città trovavano alloggio e svago. In breve, la vita cittadina dei primi quattordici anni del XX secolo risentiva ancora di quella belle époque che sarà poi spazzata via dalla guerra.
A tanto fervore di iniziative, non poteva rimanere estraneo il calcio o, come si diceva allora, il "foot-ball".

#### In città arriva il "foot-ball"
All'inizio del Novecento il gioco del pallone col bracciale, per secoli il passatempo più popolare tra i rampolli della nobiltà e della borghesia di Pordenone, venne soppiantato dal football, diffusosi in città probabilmente a partire da Udine, dove aveva cominciato a essere praticato dai membri della Società Udinese di Ginnastica e Scherma.
In Italia esistevano già club che avrebbero fatto la storia del calcio nazionale, come il Genoa (fondato nel 1893), il F.C. Torinese (1894, antenato dell'attuale Torino), l'Udinese (1896), la Juventus (1897), l'Ascoli (1898), il Milan (1899), la Sampierdarenese (la cui sezione calcio fondata nel 1899, che darà i natali alla Sampdoria), la Lazio (1900). Altri (S.S. Alba nel 1907, S.G.S. Fortitudo nel 1908, S.S. Pro-Roma nel 1911, tutte progenitrici dell'attuale A.S. Roma; Venezia nel 1907, Palestra Ginnastica Fiorentina Libertas – antenata dell'attuale compagine gigliata – nel 1912, Parma nel 1913) sarebbero sorti in quegli stessi anni.
In breve tempo il numero dei praticanti crebbe notevolmente e non era raro, come riportano le cronache giornalistiche dell'epoca, incontrare «numerosi monelli» intenti a giocare a pallone anche «nella via prospiciente la chiesa di San Giorgio con grave incomodo dei passanti». I tempi erano ormai maturi perché anche a Pordenone venisse costituita una squadra ufficiale di football: nel 1913 un gruppo di appassionati decise di dar vita all'Unione Sportiva, con lo scopo di sostenere e favorire la pratica delle discipline già radicate nel territorio (ciclismo, podismo e alpinismo), alle quali si affiancò il neonato calcio. La formazione di "foot-ball" iniziò la sua attività in quello stesso anno iscrivendosi al campionato regionale di Terza Divisione con il nome di Unione Sportiva Pordenone.
Alla fine del 1914 alcuni appassionati formarono una seconda compagine, denominata Helios Football Club, che aveva a disposizione per gli allenamenti un terreno nella zona della Comina.
Lo scoppio del primo conflitto mondiale pose momentaneamente fine ai sogni di gloria dei pionieri del calcio pordenonese e, anche se l'entrata in guerra dell'Italia (24 maggio 1915) non fermò del tutto lo sport (si organizzavano incontri fra reparti militari ai quali partecipavano anche civili), ogni attività ufficiale, campionati di calcio compresi, venne interrotta.
Dopo Caporetto (24 ottobre 1917) e l'invasione della città da parte dell'esercito austro-tedesco (6 novembre 1917) anche Pordenone conobbe gli effetti devastanti del conflitto: furono mesi contrassegnati da fame, emergenza medica, espropri e soprusi vari. Le forze di occupazione cominciarono ad andarsene solo a fine ottobre 1918 (non prima di aver fatto saltare il ponte di Adamo ed Eva, sul Noncello), proprio mentre infuriava la pandemia influenzale conosciuta come "spagnola". Il 4 novembre arrivò la notizia tanto attesa dell'armistizio che significava la fine della guerra.
La voglia della popolazione di tornare in fretta alla normalità fece sì che la passione per il pallone riesplodesse con prepotenza: mentre l'Helios non riuscì a sopravvivere al conflitto, per parte sua nel 1919 l'Unione Sportiva iscrisse nuovamente la Sezione Calcio al campionato di Terza Divisione.

#### L'atto ufficiale di nascita
La vera svolta arrivò pochi mesi più tardi: così il numero 235 di mercoledì 6 ottobre 1920 del quotidiano La Patria del Friuli descrive nel caratteristico linguaggio dell’epoca un progetto di crescita ancora allo stadio embrionale:
Si provvide alla nomina delle commissioni delle sezioni Ciclismo e Podismo, Calcio, Alpinismo, che nell'annata sportiva prossima avranno già raggiunto un ottimo sviluppo. Il nuovo Consiglio Direttivo, riconvocherà quanto prima l'assemblea per esporre il proprio programma, e tutto ciò che ha in animo di preparare perché, anche nella prossima stagione invernale, il Club Unione, mantenga sempre una simpatica attività.
La laboriosa seduta si chiude inneggiando all'avvenire del fiorente Club.»
Nel 1921 la denominazione sociale della Sezione Calcio dell'Unione venne cambiata in un più moderno Football Club Pordenone, sancendo de facto - se non un vero e proprio affrancamento (nel 1927 il sodalizio tornerà per un breve periodo alla vecchia denominazione Unione Sportiva Pordenonese) - l'inizio di un cammino via via più autonomo rispetto alle altre discipline.
La diffusione del nuovo sport tra i giovani raggiunse un livello tale che nel 1922 in città esistevano, oltre al Football Club Pordenone, altre tre formazioni calcistiche: il Club Torre, la società Avvenire di Borgomeduna (composta da giovani operai tessili e sostenuta dalla Camera del Lavoro) e l'Associazione Sportiva Pordenone, fondata e presieduta da Giuseppe Giovanetti.
In quel periodo, inoltre, venivano inaugurati il Teatro Licinio, nello stesso luogo in cui oggi sorge il Teatro Comunale "Giuseppe Verdi", e subito dopo il cinema teatro "Pollini" (oggi chiuso), mentre nella "campagna Cossetti" iniziò la costruzione di una nuova scuola elementare, poi intitolata ad Aristide Gabelli.

### Anni 1920
Nei primi anni di vita il Football Club Pordenone militò in Terza Divisione, Comitato Regionale Veneto; "palcoscenico" dell'epoca il campo delle Casermette di via Molinari (ove oggi sorge il Palamarmi, sede delle gare della squadra di hockey a rotelle) su un terreno di proprietà dell'Ospedale Civile che già aveva ospitato un maneggio di cavalleria.
La disdetta da parte dell'amministrazione ospedaliera comportò il provvisorio trasferimento dell'attività agonistica nel cortile interno di un'ex caserma di artiglieria, su autorizzazione del comandante del presidio militare cittadino dopo intercessione dell'allora sindaco Arturo Cattaneo (non sarà l'ultima situazione di questo tipo per il sodalizio neroverde); il tutto in attesa della realizzazione di un nuovo campo sportivo. A tale scopo, nel 1924 venne costituito un comitato provvisorio - poi trasformato in Società Anonima - che, ottenuto in affitto ventennale dal Comune un terreno situato tra la ferrovia e il cimitero, nella primavera del 1926 diede avvio ai lavori di costruzione dell'opera: giusto in tempo per poter disputare le gare interne del campionato di Seconda Divisione 1926-1927 sul terreno del nuovo, seppur non ancora ultimato, stadio-velodromo, battezzato "Campo del Littorio" (siamo nei primi anni del ventennio fascista).
Il Pordenone era stato ammesso alla categoria superiore per ragioni di completamento organici, dopo aver vinto il girone C del Comitato Regionale Veneto-Trentino e giungendo terzo nel proprio girone di finale dei Comitati Lega Nord; subì esso stesso l'influsso del regime, che impose una denominazione sociale decisamente più "italiana": Terza Coorte A. Salvato, 63ª Legione Tagliamento.
Sia la categoria che il nome non ebbero vita lunga: nonostante il settimo posto finale, sufficiente a garantire la permanenza in Seconda, il sodalizio non si iscrisse al campionato successivo, e si sciolse per poi ripartire dalla Terza Divisione Venezia Giulia 1927-1928 come Unione Sportiva Pordenonese.
Nel 1929 il team si iscrisse alla Prima Categoria del campionato U.L.I.C. (una federazione autonoma inglobata dalla FIGC nel luglio 1927 con la qualifica di "Sezione Autonoma di Propaganda") con la denominazione Pordenone Liber Foot-Ball Club: giunse primo nel proprio raggruppamento, ripetendosi nel 1930-1931 come Associazione Sportiva Dante Alighieri: in questa occasione perse poi in semifinale contro la S.C. Olimpia Udine.
Nel frattempo, si provvedeva al completamento dell'impianto cittadino (che già disponeva di una pista in cemento per le gare ciclistiche) con la costruzione della tribuna coperta, dei riflettori per l'illuminazione, degli spogliatoi per gli atleti e dei servizi igienici. Nel 1930, per sopravvenute difficoltà finanziarie della società anonima, il Comune acquisì la proprietà del campo sportivo, intitolato dopo la seconda guerra mondiale al bersagliere-ciclista Ottavio Bottecchia, morto in circostanze mai del tutto chiarite il 15 giugno 1927: veneto di nascita (era nativo di Colle Umberto, in provincia di Treviso), dopo l'esordio in sella ai cicli dell’Unione Sportiva Pordenonese si trasferì in città e venne subito "adottato" dai pordenonesi. Vinse il Tour de France nel 1924 e nel 1925.

### Anni 1930
Nei primi anni Trenta la città di Pordenone vide il suo territorio ingrandirsi, con l'accorpamento del borgo di Vallenoncello (sino ad allora comune a sé stante), mentre diverse strade e piazze cittadine venivano sistemate e allargate; nonostante una forte emigrazione, la popolazione era salita a circa 23 000 residenti.
Per il forte sviluppo, Antonio Zanussi dovette trasferire in zona più periferica la sua "Officina Fumisteria" per la produzione di cucine economiche: sotto la guida dei figli Guido e Lino negli anni Sessanta le Industrie Zanussi sarebbero diventate leader italiano prima, ed europeo poi, nella produzione e vendita di elettrodomestici bianchi.
Tornando alle questioni calcistiche, il sodalizio neroverde si iscrisse nuovamente ai campionati federali FIGC, venendo ammesso direttamente in Seconda Divisione: rinominato Associazione Calcio Pordenone e ormai in piena orbita dell'Opera Nazionale Dopolavoro, nel 1931-1932 arrivò terzo nel girone unico della Venezia Giulia, venendo ammesso alle finali di categoria e quindi promosso in Prima Divisione.
L'impatto con la categoria superiore non fu dei più semplici: 13º posto nel 1932-1933 (retrocessione, con successiva riammissione in Prima), 12º nel 1933-1934 e 9º nel 1934-1935.
Causa difficoltà organizzative e finanziarie, la dirigenza decise di non partecipare al torneo 1935-1936; l'anno successivo - anche su pressione del Direttorio della Venezia Giulia - il club, nel frattempo resosi indipendente dall'O.N.D., poté iscriversi al campionato, giungendo al 3º posto del proprio girone.
Nel 1937-1938, per protesta contro gli organi federali dopo la punizione per invasione di campo da parte del pubblico nella gara interna contro lo Spilimbergo (7 novembre 1937), il Pordenone si ritirò a campionato in corso e la società venne sciolta.
Già nel 1938, tuttavia, su iniziativa del segretario politico del fascio pordenonese venne ricostituita la sezione calcio dell'O.N.D., con la gestione affidata a Luigi Rallo: al termine di un campionato anonimo, la formazione si piazzò all'8º posto nel torneo di Prima Divisione 1938-1939, ma in virtù della conquista della Coppa Venezia Giulia, con decisione una tantum della F.I.G.C. il Pordenone fu ammesso a disputare la Serie C 1939-1940, prima volta nella sua storia.
La categoria si rivelò tuttavia troppo ostica per la squadra, che pagò la propria inesperienza a questi livelli e chiuse ultima, al quattordicesimo posto, retrocedendo dopo solo un anno.
Nel frattempo, il nuovo conflitto mondiale condizionerà pesantemente ma non interromperà le attività agonistiche.

### Anni 1940
Nella Prima Divisione 1940-1941 la società decise di puntare su una formazione composta per lo più da giovani giocatori locali animati «dall'entusiasmo e dalla voglia di far ben figurare i colori cittadini». Il Pordenone concluse il campionato al secondo posto, qualificandosi al girone finale per la promozione in serie C: giunse secondo alle spalle del Valvasone, ma venne ugualmente ammesso a disputare la categoria superiore per motivi di completamento organici.
Nonostante tutte le buone intenzioni di riscattare l'umiliazione di due anni prima, ancora una volta il verdetto del campo fu l'ultimo posto in classifica (16º), e conseguente ritorno in Prima Divisione.
Chiuso il successivo torneo 1942-1943 al quarto posto, la stagione 1943-1944 fu caratterizzata da due novità: un cambio di colori sociali, con il passaggio al bianco-rosso del gonfalone cittadino; nonché, essendo la società non più soggetta alle organizzazioni del regime dopo la caduta di Mussolini, la nuova denominazione Associazione Calcio SAFOP, secondo la pratica dell'abbinamento (sorta di sponsorizzazione ante litteram, seppur dettata da motivazioni diverse, adottata tra le altre anche da Juventus e Torino). In quell'annata il SAFOP di Pordenone si laureò "Campione Giuliano di Prima Divisione".
Siamo nel periodo dell'occupazione tedesca: dal 28 gennaio 1944 e fino alla fine della guerra Pordenone fu bombardata dagli alleati oltre quaranta volte, con decine di morti e danni pesantissimi al centro cittadino come pure ai quartieri periferici, con numerosi palazzi e abitazioni inagibili (municipio compreso), quando non ridotti a cumuli di macerie. In tali condizioni la disputa dei campionati divenne impossibile e ci si limitò a tornei in ambito provinciale o al massimo regionale. Nella stagione 1944-1945 il SAFOP prese parte al Torneo Litorale Adriatico indetto dal Direttorio V Zona (Venezia Giulia): vinto il girone di Pordenone, nel mese di aprile prese parte al girone di semifinale dove fronteggiò il 5º reggimento MDT "Friuli" di Udine e la SAICI di Torviscosa, ma nel corso del girone di ritorno sopraggiunse la liberazione e la pubblicazione del quotidiano Il Popolo del Friuli (che pubblicava i risultati del torneo) fu sospesa dagli alleati, per cui non è chiaro se il torneo fu ultimato.
Alle ore 18 del 30 aprile 1945 in piazza XX Settembre fece la sua comparsa un reparto di autoblindo dell'8ª Armata inglese: la città era stata liberata. Il 20 maggio successivo i calciatori pordenonesi si misurarono in amichevole con la rappresentativa delle Truppe Alleate Sudafricane.
Nel dopoguerra la ripresa delle attività agonistiche fu pesantemente condizionata da ovvie difficoltà di natura logistica. Per il 1945-1946 la FIGC dovette organizzare campionati con formule del tutto eccezionali (per questo motivo la manifestazione, pur pienamente efficace nei suoi esiti, non viene usualmente ricompresa nelle statistiche storiche e non ha valore ai fini del computo della tradizione sportiva): alla neocostituita Lega Nazionale Alta Italia venne delegata la gestione dei campionati da disputare in Italia Settentrionale: il Pordenone - sempre "targato" SAFOP - fu aggregato alla Serie C e terminò secondo nel proprio girone, alle spalle della Mestrina ammessa alle finali di categoria per la promozione in Serie B.
L'anno successivo la Serie C venne ugualmente suddivisa in tre tornei organizzati su base territoriale: il Pordenone, inserito nel girone H della Lega Interregionale Nord, concluse al nono posto in classifica. Archiviata la stagione 1946-1947, cessò l'abbinamento con la SAFOP e il sodalizio (che mantenne i colori bianco-rossi) tornò Associazione Calcio Pordenone: tale sarebbe rimasto fino al 1981 quando fu trasformato in Pordenone Calcio S.p.A.
Il campionato 1947-1948 fu concluso al 15º posto e conseguente ritorno in Prima Divisione; nel 1948-1949 il Pordenone - tornato a vestirsi di nero-verde - vinse il proprio girone accedendo alle finali regionali: il quarto posto finale non fu sufficiente per il passaggio al campionato interregionale di Promozione (istituito proprio in quell'anno). L'obiettivo venne invece raggiunto la stagione successiva grazie alla vittoria del girone unico del Friuli-Venezia Giulia.

### Anni 1950
Primo passo per affrontare la nuova e più impegnativa categoria fu la crescita a livello societario: entrarono nel consiglio direttivo Giulio Locatelli (nominato presidente), affiancato da Luciano Savio e Lino Zanussi, insomma il gotha dell'imprenditoria pordenonese dell'epoca. Nel 1950-1951 i neroverdi sfiorarono la promozione di un soffio, classificandosi al secondo posto del proprio girone.
L'anno successivo (1951-1952), con una formazione notevolmente ringiovanita affidata al friulano Luigi Comuzzi coadiuvato per il settore giovanile da "Toni" Bertoli, il Pordenone si fece valere chiudendo al terzo posto, risultato che valse l'accesso alla neocostituita IV Serie.
La stagione 1952-1953 fu caratterizzata da un lungo testa a testa con la Mestrina, al termine del quale i neroverdi, sotto la guida del nuovo allenatore Felice Arienti, vinsero il girone venendo ammessi alle finali per l'accesso alla Serie C insieme a Carrarese, Lecco e Magenta: al termine del girone all'italiana conclusero in testa alla classifica tre squadre per due soli posti-promozione disponibili; nell'ulteriore ciclo di spareggi il Pordenone vide svanire il sogno del ritorno in Serie C pareggiando con la Carrarese e perdendo con il Lecco.
Dopo il quarto posto del 1953-1954, il direttivo venne ulteriormente rinnovato con l'ingresso di altri pordenonesi di spicco: tra questi il conte Vincenzo Panciera di Zoppola-Gambara, nuovo presidente, Pietro Brisotto, vicepresidente, e Giulio Missinato, consigliere. Ciononostante, seguirono anni tutt'altro che esaltanti per i neroverdi: sesto posto nel 1954-1955, decimo nel 1955-1956, quinto nel 1956-1957. Al termine di quest'ultima stagione, grazie all'intervento dell'allora sindaco Gustavo Montini, la società venne acquistata da Silvio Cirielli, professore di medicina, direttore del laboratorio ricerche cliniche dell'ospedale cittadino, coadiuvato da Guido Zanussi (fratello di Lino).

### Dall'era Cirielli all'era Setten
Nel campionato Interregionale di Prima Categoria 1957-1958 la squadra poté avvalersi delle prestazioni di Omero Tognon: già protagonista per undici stagioni con la maglia del Milan, si sdoppiò nella duplice veste di giocatore-allenatore, con Toni Bertoli in panchina. Nonostante la presenza dell'ex-centromediano rossonero, il Pordenone non andò oltre un anonimo decimo posto ma, grazie alla ristrutturazione dei campionati di Terza Divisione, allargati a due gironi, poté iscriversi alla Serie C 1958-1959.
L'era Cirielli è ricordata come un'epoca felice, contraddistinta non tanto da successi in campionato, quanto dal fatto che il Pordenone divenne in quegli anni società satellite della Juventus, grazie a una scuola calcio riconosciuta a livello nazionale: diversi giocatori del vivaio neroverde approdarono al calcio professionistico, sia con i bianconeri piemontesi (un nome per tutti: il fantasista Gianfranco Zigoni), sia con altri club di prestigio. Nel 1958 da Torino arrivarono in riva al Noncello l'italo-argentino Renato Cesarini, che assumerà la carica di allenatore, Giorgio Rossano, Piergiorgio Sartore, Guido Del Grosso e gli argentini Longo, Sacco e Ricaldone.
Indimenticabile la partecipazione alla Coppa Italia: eliminato al primo turno il Verona (3-2), il 14 settembre 1958 il Pordenone affrontò il Talmone Torino perdendo di misura (1-2). In campionato le cose non andarono altrettanto bene: primo successo neroverde alla decima giornata, Cesarini richiamato alla casa-madre juventina (al suo posto Carlo Scarpato) e stagione chiusa all'ultimo posto con soli 25 punti. Per fortuna dei neroverdi in quella stagione erano state abolite le retrocessioni, cosicché la squadra poté iscriversi nuovamente alla serie C.

### Anni 1960 e 1970

Una formazione del Pordenone nella stagione 1975-1976

Nella stagione di Serie C 1959-1960, i neroverdi allenati da Giovanni Varglien arrivarono terzi dietro Pro Patria e Bolzano. L'annata successiva, i neroverdi si piazzarono quattordicesimi e la formazione Juniores guidata da Giuseppe Romano divenne campione d'Italia della categoria semiprofessionisti.
La retrocessione in Serie D avvenne nella stagione 1963-1964, dopo sei anni terminati intorno al decimo posto. La squadra neroverde rimase in questa categoria per 15 anni, sfiorando il ritorno nella C unica nella stagione 1969-1970, quando perse lo spareggio di Valdagno contro il Trento Calcio per 2-0. Nella stagione 1975-1976 in panchina arrivò l'esordiente Giovanni Galeone ma i naoniani non andarono oltre all'undicesimo posto. Il Pordenone restò nella serie D fino alla stagione 1978-1979: il 20 maggio 1979, battendo il Montebelluna in un Bottecchia gremito, ottenne la matematica promozione nella nuova Serie C2 con alla guida Silvano Flaborea prima e Adriano Buffoni poi, il tutto sotto la presidenza di Ugo Caon.

### Anni 1980 e 1990
Dalla C2 ai campionati dilettantistici
Durante gli anni della Serie C2, la prima stagione tra i professionisti si concluse con una salvezza molto sofferta e un quartultimo posto con Enrico Burlando in panchina. Nelle stagioni successive, dopo molti problemi legati alle situazioni economiche della società che portarono all'addio della presidenza da parte di Ugo Caon, la società passò nelle mani di Giuseppe Gregoris, con cui i neroverdi raggiunsero come miglior piazzamento in Serie C2 un settimo posto nella stagione 1987-1988 con Adriano Fedele in panchina. Il centrocampista Lenarduzzi fu il capocannoniere dei ramarri con 9 reti (miglior goleador anche nella stagione precedente con 5 marcature).

La rosa del Pordenone per la stagione 1984-1985

L'anno seguente (1988 - 1989) la compagine neroverde concluse il campionato al penultimo posto. Nelle ultime tre giornate arrivarono altrettante sconfitte (Pergocrema, Legnano e Telgate) retrocedendo in Serie D dopo dieci anni nel calcio professionistico. Nei due anni successivi, con Giuseppe D'Antuono alla presidenza e nonostante la presenza in organico nella stagione 1989-1990 del fantasista ex-Inter Evaristo Beccalossi (fu contattato anche il fuoriclasse brasiliano Dirceu che però passò all'Ebolitana) retrocesse dall'Interregionale al campionato di Promozione (l'Eccellenza regionale fu introdotta a partire dalla stagione 1991/92) nel quale finì all'ultimo posto con una sola vittoria stagionale (in trasferta contro il San Sergio). Nella stagione 1991 - 1992 ripartì quindi dal campionato di Prima Categoria. In questo torneo, il livello più basso mai raggiunto fino a quel momento, i Ramarri si piazzarono solamente in quarta posizione e si trovarono a giocare quasi ogni domenica un "derby" contro le compagini dei paesi della provincia pordenonese (Azzanese, Budoia, SPAL Cordovado, Caneva, Zoppola e Fiume Veneto e soprattutto le sfide stracittadine contro il quartiere di Torre e l'oratorio Don Bosco) ma mise comunque in bacheca la coppa Regione "Trofeo Devetti" grazie al 3-2 nella finale contro i goriziani del Fossalon (reti di Tomei, Modolo e Sabolotto).
Solo dalla Prima Categoria 1992-1993, grazie al secondo posto dietro alla compagine udinese del 7 Spighe di Basiliano, il Pordenone cominciò la sua lenta risalita in concomitanza con l'arrivo del presidente Ettore Setten nell'estate del 1994. Nella stagione 1994-95 infatti i neroverdi conquistarono l'Eccellenza (1ºnel girone A di Promozione davanti al Pozzuolo), raggiunta il 2 aprile 1995 con quattro giornate di anticipo e 50 punti incamerati su 60 disponibili. Successivamente arrivò pure l'approdo al campionato nazionale dilettanti al termine della stagione 1995-1996. La Cormonese vinse il campionato e i neroverdi, secondi classificati, giocarono gli spareggi per il salto di categoria. Dopo aver eliminato in semifinale i trentini del Mezzocorona, l'ultimo atto si giocò al Bottecchia e fu vinto 4-3 ai i calci di rigore contro il Rovigo (decisivi i tiri dal dischetto di Michele Giordano, Pentore, Cigagna e Canzian e le parate del portiere Gremese). Il 23 giugno 1996 il Pordenone tornava finalmente nella più alta categoria dilettantistica.
Nella stagione del ritorno in serie D i ramarri disputarono un buon campionato che li vide conquistare il quinto posto con 53 punti in un torneo dominato dal Mantova.
Inserito nel girone D del campionato Interregionale, insieme alle corregionali Sanvitese, Tamai e Cormonese, il Pordenone nella stagione 1997/98 raggiunse quota 47 punti e si posizionò a metà classifica. Andò leggermente meglio il torneo successivo, stravinto comunque dal Montichiari, con i naoniani quinti grazie anche alle marcature di Pedriali (18 reti).
Il torneo 1999/00 vide trionfare la formazione dell'Alto Adige con 70 punti mentre i neroverdi si piazzarono ancora una volta in quinta posizione a undici lunghezze dagli altotesini, nonostante le reti di Motta (17) e Pedriali (12).

### Anni 2000
Il ritorno in Serie C2, i problemi finanziari e la lenta risalita
Il campionato 2000/01 vide accarezzare il sogno di un ritorno tra i professionisti dopo un testa a testa con il Thiene, squadra che vinse il torneo con quattro punti di vantaggio sui Ramarri guidati da Bruno Tedino. Fatale fu proprio lo scontro diretto contro la squadra vicentina nella gara di ritorno al Bottecchia (Ramarri in vantaggio per 1-0, errore dal dischetto di Pasa per il possibile raddoppio e nel finale rimonta per 3-1 in favore degli ospiti). Per i neroverdi il miglior realizzatore stagionale si rivelò Soave con 16 marcature.
Dopo sei anni trascorsi a lottare per la promozione in Serie C2, questa arrivò nella stagione 2001-2002, a tredici anni di distanza dall'ultima presenza in questa categoria, sotto la guida di Adriano Fedele (subentrato a Paolo Marin). Fondamentali le reti di Cristian Soave (16), Daniele Pasa (11) e Massimo Pedriali (10).
Nella Serie C2 2002-2003 i naoniani, con il riconfermato Fedele in panchina e il fantasista Pasa (capocannoniere della squadra con 7 reti), arrivarono ad una tranquilla salvezza ma, a causa di inadempienze finanziarie (mancata presentazione di una fideiussione), nell'estate del 2003 la FIGC escluse il sodalizio dalla C2, cancellandolo di fatto dal calcio professionistico. Ettore Setten lasciò in favore di Lino Mungari e il neo presidente riuscì a iscrivere il club nel campionato di Eccellenza Friuli Venezia Giulia, ma la stagione 2003-2004 si rivelò altamente problematica: tra difficoltà economiche e contrasti interni al club, la squadra finì per sfaldarsi a stagione in corso. Il 12 novembre 2003, in segno di protesta verso la società, giocatori e allenatore non si presentarono in campo per la partita contro il Vesna (sconfitta a tavolino 0-3 e 1 punto di penalizzazione in classifica). Uno dopo l'altro, i giocatori se ne andarono, come pure mister Fedele; il capitano Massimo Pavanel provò in tutti i modi a tenere la squadra unita, giocando e rivestendo per un periodo anche la carica di allenatore ad interim. In qualche modo si riuscì a mandare in campo undici giocatori ogni domenica, ma si trattava più che altro di una squadra amatoriale, tanto che per finire la stagione la nuova coppia di tecnici Burlando-Ferrari si affidò all'ormai ex calciatore Angelo Orlando e soprattutto a tre piloti delle Frecce Tricolori: inevitabile fu la retrocessione in Promozione, ma con il rischio concreto di dover ripartire addirittura dalla Terza Categoria.
Nell'estate del 2004, però, su iniziativa di Sergio Bolzonello, all'epoca sindaco di Pordenone, la Salesiana Don Bosco (club concittadino militante in Promozione) cedette il titolo sportivo ai neroverdi, permettendone così la rinascita. Protagonisti dell'accordo di fusione, oltre a Bolzonello, furono Giampaolo Zuzzi e Vittorio Anzovino (rispettivamente presidente e direttore sportivo degli "oratoriani", i quali conservarono le cariche nella nuova società) e l'imprenditore Sergio Zaia che fornì personalmente le coperture economiche necessarie all'operazione; Gian Paolo Zanotel, chiamato a gestire la nuova società; e l’avvocato Antonio Pollini, che fece da tramite tra la vecchia e la nuova gestione. Giampaolo Zuzzi rimase presente in società in qualità di socio nonché di presidente onorario fino allo scioglimento del 2023.
Con il nuovo tecnico Attilio Da Pieve, ex gloria neroverde degli anni '70, il Pordenone in campionato si piazzò alle spalle del Tricesimo ma riconquistò l'Eccellenza vincendo per 1-0 la finale play-off contro il San Daniele sul campo neutro di Codroipo. Vinse inoltre la Coppa Italia regionale per la prima volta nella sua storia, il 6 gennaio 2005, superando 3-0 in finale il Gonars a Fagagna grazie ad una tripletta di Giulio Cesare Franco Martin.
I neroverdi, sotto la guida del tecnico Giovanni Tortolo, vinsero il campionato di Eccellenza nella stagione 2005/2006 davanti al Sevegliano e tornarono in Serie D dopo cinque stagioni, salvo poi retrocedere immediatamente e riconquistare la massima categoria dilettantistica nella stagione 2007-2008, vincendo il campionato davanti alla Manzanese con Mauro Lovisa nuovo presidente, Massimo Pavanel in panchina e Sandro Andreolla capocannoniere del torneo con 20 reti. Tornando alla stagione 2005/06, oltre alla vittoria del campionato, i neroverdi giocarono anche la finale di Coppa Italia regionale (per il secondo anno consecutivo) ma furono sconfitti a Romans d'Isonzo dal Muggia ai calci di rigore dopo aver terminato i tempi regolamentari sul risultato di 1-1.
Inseriti nel girone C della serie D, i naoniani conclusero la stagione 2008-2009 in sesta posizione con 50 punti (Lella miglior marcatore dei ramarri con 9 reti). Il campionato lo vinsero i biancorossi della Sacilese che conquistarono la promozione in Seconda Divisione Lega Pro. Sesto posto (a pari merito con il Montebelluna con 60 punti) anche nella stagione seguente.

### Anni 2010 e 2020

#### Lo scudetto di Serie D e il ritorno tra i professionisti
La prima stagione del nuovo decennio si chiude con un deludente decimo posto dietro alle corregionali Sanvitese e Tamai.
Il campionato di serie D 2011/2012 vede i neroverdi piazzarsi in sesta posizione in compagnia di Mezzocorona e San Donà Jesolo a 48 punti mentre la vittoria finale va all'Unione Venezia. Sessolo con 12 reti è il miglior realizzatore dei pordenonesi.
Dopo quattro campionati terminati nelle zone medio alte della classifica, nella stagione 2012-2013 la squadra neroverde si classifica in seconda posizione nella stagione regolare, raggiungendo i play-off per l'accesso alla Lega Pro Seconda Divisione, ma esce in semifinale contro il Real Vicenza. I bomber stagionali sono Sessolo (19 reti) e Zubin (18). In seguito il Pordenone viene comunque scelto dalla Lega Nazionale Dilettanti per disputare la Coppa Italia 2013-2014, uscendo al secondo turno (sconfitta per 1-0 a Pescara) Nel 2013-2014 i neroverdi vincono il girone C della Serie D (scavalcando il Marano all'ultima giornata), e tornano, dopo 11 anni dall'esclusione, in terza serie. A fine stagione la squadra vince anche il primo Scudetto Serie D nella sua storia: 1-0 in finale alla Lupa Roma, gol di Denis Maccan.
Nella stagione della nuova Lega Pro (stagione 2014-2015), trascorsa costantemente nella parte bassa della classifica del girone A e con quattro cambi d'allenatore (in sequenza Lamberto Zauli, Stefano Daniel, Luciano Foschi e Fabio Rossitto), i neroverdi nel girone di ritorno riescono a recuperare posizioni in classifica fino a superare l'Albinoleffe proprio nell'ultima gara di campionato (1-0 al Bottecchia con rete di Maracchi) per poi venire sconfitti nello spareggio play-out di Lega Pro dal Monza, retrocedendo in Serie D. Tuttavia il 4 agosto 2015 il Consiglio Federale della FIGC decreta il ripescaggio della società in terza serie, a completamento degli organici lasciati parzialmente liberi dalla mancata iscrizione di diversi club.
L'annata 2015-2016 si rivela radicalmente diversa: la squadra (sulla cui panchina torna Bruno Tedino) si propone fin da subito ai vertici del girone A, chiudendo la stagione regolare al secondo posto alle spalle del solo Cittadella e qualificandosi pertanto ai play-off promozione, persi in semifinale contro il Pisa(3-0 per i nerazzurri all'Arena Garibaldi e 0-0 a Pordenone). Con 9 reti il capocannoniere stagionale è Luca Strizzolo.
L'anno successivo, nella stagione di Lega Pro 2016-2017, la squadra (alla cui guida c'è sempre Bruno Tedino) prosegue il buon andamento della stagione precedente, terminando al terzo posto nel girone B, preceduta da Venezia (promosso in serie B) e Parma. La posizione in classifica finale permette alla squadra neroverde di accedere, per il secondo anno consecutivo, ai play-off promozione. La squadra, dopo aver avuto la meglio contro (in sequenza temporale) Bassano, Giana Erminio e Cosenza, approda in semifinale play-off dove incontra in gara secca lo stesso Parma allo stadio Artemio Franchi di Firenze. Quest'ultimo tuttavia riesce a vincere ai calci di rigore dopo i tempi supplementari, accedendo alla finale play-off e interrompendo la corsa della compagine friulana. Al termine del campionato Rachid Arma si rivelerà capocannoniere della squadra con 18 realizzazioni.
Ingaggiato Leonardo Colucci come allenatore per la stagione 2017-2018, i neroverdi superano ben quattro turni di Coppa Italia eliminando prima il Matelica, poi il Venezia in trasferta e successivamente il Lecce allo stadio Bottecchia. Nel quarto turno affrontano e battono in Sardegna anche il Cagliari, squadra militante in Serie A. Agli ottavi di finale incontrano così l'Inter allo stadio Meazza, contro cui si arrendono soltanto ai rigori (5-4 con tiro decisivo di Yuto Nagatomo per i nerazzurri) dopo lo 0-0 dei supplementari. Successivamente un'involuzione delle prestazioni della squadra porta all'esonero di Colucci e all'arrivo in panchina di Fabio Rossitto che torna così alla guida dei Ramarri per la terza volta nella sua carriera: l'avvicendamento rivitalizza la squadra, che termina il campionato in nona posizione e accede ai play-off per il terzo anno consecutivo, venendo però eliminata già al primo turno dalla Feralpisalò.

#### La prima promozione in Serie B, il ritorno in C e il fallimento del Pordenone Calcio
La stagione 2018-2019 è quella della prima storica promozione in Serie B: sotto la guida del nuovo allenatore Attilio Tesser il Pordenone resta stabilmente al comando del girone B e il 28 aprile 2019, battendo per 3-1 la Giana Erminio e staccando così la Triestina di 5 punti a una giornata dal termine, conquista l'accesso alla seconda serie. Con 14 reti Leonardo Candellone è il capocannoniere della squadra. Il 25 maggio 2019 i Ramarri si aggiudicano anche la Supercoppa di Serie C, prevalendo nel triangolare con Virtus Entella (0-0 a Chiavari) e Juve Stabia (vittoria per 3-0 a Pordenone con reti di Candellone e De Agostini e autogol di Schiavi). La sfida contro quest'ultima sarà anche ricordata come l'ultima gara ufficiale nel professionismo giocata dai naoniani allo Stadio Ottavio Bottecchia.
Il 2019 è anche l'anno della storica campagna di equity crowdfunding con il portale specializzato The Best Equity: l'iniziativa, denominata Pordenone 2020 e chiusa il 19 giugno, termina con l'apporto di 2 158 502 euro grazie al contributo di 270 investitori. Per la cifra raccolta, questa prima campagna di equity crowdfunding avviata da una società sportiva, è la seconda più grande realizzata in Italia.
In vista della prima avventura in serie cadetta vengono confermati i vari protagonisti della stagione precedente come capitan Mirko Stefani, Michele De Agostini, Salvatore Burrai, Roberto Zammarini, Davide Gavazzi, Patrick Ciurria e Gianvito Misuraca e a rinforzare la rosa arrivano il portiere Michele Di Gregorio, il centrocampista Tommaso Pobega e l'attaccante Luca Strizzolo (che alla fine del campionato risulterà capocannoniere della squadra con 8 reti).
Contemporaneamente, in attesa della costruzione a Pordenone di un nuovo stadio idoneo alla categoria, la società neroverde stipula un accordo con l'Udinese per disputare le proprie gare interne nella stagione 2019-2020 allo stadio Friuli di Udine. Qui il 26 agosto i ramarri, con Tesser riconfermato in panchina, esordiscono vittoriosamente nella nuova categoria, imponendosi per 3-0 sul Frosinone grazie ad una doppietta di Pobega e un gol di Barison. Il girone di andata viene chiuso al secondo posto in solitaria. Dopo un inizio difficile del girone di ritorno, con 2 soli punti in 6 partite, arrivano tre vittorie consecutive (l'ultima delle quali contro il Cittadella), che valgono il quarto posto al momento della sospensione dei campionati decretata a causa della pandemia di COVID-19. Poco prima della ripresa delle attività agonistiche, la società raggiunge un accordo con il Comune di Trieste e la Triestina per la disputa delle restanti gare interne della stagione allo stadio Nereo Rocco e contestuale risoluzione anticipata della convenzione stipulata con l'Udinese per l'utilizzo dello stadio Friuli. Il Pordenone, dopo un calo nell'ultimo mese di campionato, termina la stagione con un eccellente quarto posto, giungendo così alla semifinale dei play-off, che perde contro il Frosinone.
Per la stagione 2020-2021 la squadra friulana sceglie come campo casalingo lo stadio Guido Teghil di Lignano Sabbiadoro. In campionato i neroverdi registrano un rendimento incostante stazionando nella parte medio-bassa della classifica e la prima vittoria giunge alla sesta giornata (1-0 ad Ascoli) mentre i primi tre punti fra le mura amiche vengono conquistati solo il 2 febbraio a spese della Reggiana con un netto 3-0. Ad aprile, dopo la sconfitta a Brescia per 4-1, salta la panchina di mister Tesser (al suo posto subentra Maurizio Domizzi). All'ultimo turno, battendo per 2-0 il Cosenza nello scontro diretto in casa, ottengono la salvezza. Davide Diaw, ceduto al Monza nel mese di gennaio, con 10 reti in 18 gare è il capocannoniere dei Naoniani mentre Patrick Ciurria con 36 gare giocate è il più presente.
Più travagliata è la stagione seguente, che vede il Pordenone invischiato nella lotta per non retrocedere e stabilmente nei bassifondi della classifica. In panchina comincia il campionato Massimo Paci ma dopo due giornate (e due sconfitte) subentra Massimo Rastelli (un punto in sei gare) che a sua volta viene sostituito da Bruno Tedino a partire dalla nona giornata. Il giovane Nicolò Cambiaghi è il miglior realizzatore con 7 reti in 36 partite. Dopo tre anni di militanza nel campionato cadetto, a seguito della sconfitta in casa contro il Benevento per 1-4 nella trentacinquesima giornata, il Pordenone retrocede in Serie C con tre giornate di anticipo.
Nella stagione seguente, in Serie C, le partite casalinghe si giocano ancora a Lignano Sabbiadoro ma a partire dalla trentesima giornata di ritorno (5 marzo 2023, 1-1 contro la Pergolettese), i ramarri dopo quasi quattro anni tornano nuovamente sul territorio pordenonese per giocare le ultime gare di campionato allo stadio Omero Tognon di Fontanafredda. La squadra si classifica al secondo posto dietro alla FeralpiSalò ma viene in seguito eliminata nel secondo turno dei play-off nazionali dal Lecco. Lo spareggio contro la squadra lombarda termina con la vittoria per 1-0 nella gara di andata in trasferta (rigore di Burrai) e con la sconfitta per 3-1 nel match di ritorno a Fontanafredda.
A causa di problemi finanziari della società (un passivo di oltre 20 milioni di euro), il 21 giugno 2023 il Pordenone rinuncia ufficialmente a partecipare al campionato di Serie C 2023-2024, venendo così estromesso dalla terza serie; non iscritto ad alcun campionato, l'obiettivo minimo diviene il proseguimento del settore giovanile. A causa di una deliberata revoca della proposta di concordato preventivo in continuità, presentato nel frattempo dagli avvocati al tribunale di Pordenone, da parte dello stesso presidente Lovisa il giorno prima, il 31 ottobre viene ufficialmente dichiarata la liquidazione giudiziale (ovvero il fallimento) della società.

### La nascita del nuovo sodalizio neroverde
Il 24 giugno 2024 la FIGC tramite un comunicato ufficiale revoca l'affiliazione del Pordenone Calcio in seguito al fallimento. Precedentemente, il 17 maggio, viene costituita una nuova società cittadina chiamata Nuovo Pordenone 2024 Football Club A.S.D. e a giugno riceve dalla FIGC la matricola di affiliazione.
Nella stagione 2024 - 25 la nuova compagine viene inserita nel girone A di Promozione insieme a Bujese Calcio, Calcio Aviano, Cordenonese 3S, Corva, Cussignacco Calcio, Gemonese, Maranese, OL3, Sedegliano, SPAL Cordovado, Torre, Tricesimo Calcio, Union Martignacco e Unione S.M.T. Calcio. La panchina viene affidata a Fabio "Ciccio" Campaner, storico ex difensore dei naoniani con 215 presenze mentre Alberto Filippini (già in neroverde nel 2015/2016 in serie C e autore di 8 reti) è il nuovo capitano.
Il 28 agosto allo stadio comunale di Cervignano del Friuli, dopo oltre un anno senza disputare gare ufficiali, i ramarri scendono in campo nella gara di Coppa Italia Promozione pareggiando 1-1 contro la Pro Cervignano Muscoli (rete di Marco Zanin).
Il 15 settembre i naoniani tornano a giocare al Bottecchia (non succedeva dal 25 maggio 2019, in Supercoppa contro la Juve Stabia) per la gara d'esordio in campionato contro la Gemonese: il match termina 3-0 per i padroni di casa (reti di Lisotto, Filippini e Facca).
Domenica 15 dicembre il Nuovo Pordenone si laurea campione d'inverno battendo il Tricesimo 3-2 al Bottecchia e il 23 marzo, con cinque giornate di anticipo e dodici vittorie consecutive, raggiunge la matematica promozione in Eccellenza vincendo 3-0 sul campo del Torre (reti di Facca, Filippini e Borsato). Il 4 maggio, grazie alla vittoria in trasferta contro il Tricesimo, la squadra chiude imbattuta nelle partite giocate fuori casa. 
Al termine della stagione Marco Facca è il capocannoniere della squadra e del girone di Promozione con 18 reti. La squadra termina il campionato con 73 punti, frutto di 23 vittorie, 4 pareggi e una sola sconfitta.

## Colori e simboli

### Colori
Salvo due brevi parentesi (1943-1948 e 1988-1989) in cui vennero adottate uniformi di gioco in bianco e rosso (tinte mutuate dal gonfalone cittadino), da sempre i colori sociali del Pordenone sono il nero e il verde, testimonianza di un legame quanto meno affettivo con il Venezia (i lagunari vestivano stabilmente tali colori dal 1909). Secondo un'ipotesi accreditata localmente, ma priva di riscontri certi, a suggerire le tinte della divisa sociale potrebbero essere stati proprio alcuni mercanti veneziani appassionati del nuovo sport e residenti in riva al Noncello.
Tradizionalmente a strisce verticali, di stagione in stagione si sono alternate maglie caratterizzate da variazioni del colletto, dello spessore delle righe e della tonalità del verde, ma non sono mancate le versioni particolari:
- 1991-1992: fascia nera diagonale su sfondo verde;
- 1993-1994: colorazione integrale verde;
- 1994-1995: strisce verticali bianche (con inserti grigi) e verdi;
- 1995-1996: maglia interamente verde (senza inserti neri);
- 1996-1997: divisa a scacchi neri e verdi;
- 1998-1999: fascia bianco-verde diagonale su sfondo nero.

Nel 2014-2015 la maglia venne "impreziosita" dallo scudetto tricolore per la vittoria nel Campionato di Serie D nell'annata precedente.
Caratteristica del 2015-2016 (rimasta poi caso unico), fu la presenza sul fianco sinistro di un ramarro (mascotte della squadra), contenente lo stemma cittadino, la scritta Portus Naonis (antico nome di Pordenone) e i nomi dei 50 comuni della provincia, per rimarcare il legame con il territorio. Tale concetto fu ripetuto nel 2017-2018, con la seconda maglia che riproponeva i colori civici bianco-rosso e recava sul petto lo stemma comunale: con questa divisa, peraltro, il Pordenone affrontò l'Inter a San Siro il 12 dicembre 2017, negli ottavi di finale della Coppa Italia. Alla presenza di 4.000 tifosi in trasferta, costrinse l’allora capolista della serie A ai rigori, cedendo solo a oltranza.
L'omaggio alla città viene in qualche modo ricalcato anche nella prima maglia 2019-2020, stagione del debutto in Serie B: le classiche strisce verticali lasciano il posto a una nuova grafica in cui il nero e il verde trovano posto nella parte frontale e sulle maniche, con righe di maggior spessore (a sfumare verso il fondo della maglia e delle maniche): le strisce verticali nere vengono stilizzate a ricordare l'immagine del municipio di Pordenone, simbolo cittadino, posizionando centralmente sul petto il logo sociale della squadra, esattamente come svetta l'orologio del palazzo comunale sulla città. Sulla schiena un ramarro con le date "1920-2020", a ricordare l'avvicinamento al Centenario della società.
Nella stagione 2021-2022 la tenuta da trasferta "full white" presentava una gradazione di grigi nella parte bassa della maglietta, riproducendo i tre principali monumenti cittadini: il Palazzo del Comune, il Duomo di San Marco ed il Campanile.

### Simboli ufficiali

#### Stemma
Per diversi anni il Pordenone non cucì sulle maglie dei giocatori alcuno stemma, mentre su documenti e tessere sociali possono rintracciarsi esempi di utilizzo dell’acronimo F.C.P. (Football Club Pordenone), come pure dello stemma cittadino, composto da un portale di pietra naturale, merlato alla guelfa di tre pezzi, con battenti d'oro aperti sul mare, fiancheggiato in ognuno degli angoli superiori del campo da una corona d'oro.
Nella stagione 1982-1983, al posto del logo societario, la divisa portava il leone simbolo dell'azienda dell'allora presidente e amministratore delegato, Giuseppe Gregoris.
Dal 1998 fino al 2004, sulla maglia comparvero varianti consistenti in un ramarro stilizzato (inizialmente su fondo libero, poi inserito in un tondo suddiviso in pannelli pentagonali ed esagonali a formare un pallone da calcio) circondato dalla dicitura "Pordenone Calcio".
A seguito della rifondazione del club (estate 2004), lo stemma ufficiale è consistito in uno scudo ovale bianco con il nome del club impresso nella parte superiore, mentre in quella centrale trovava posto lo stemma della città (nelle stesse tinte del gonfalone comunale); nella parte inferiore due "ondine" arancio-blu, colori del club concittadino Don Bosco, che aveva ceduto il titolo sportivo al Pordenone. L'annata successiva le "ondine" sono sostituite dall'anno di fondazione (1920).
Nel 2006 lo scudo si riempie di pali neri e verdi, immutati gli altri elementi; nel 2014 lo stemma cittadino viene elaborato in diverse tonalità di argento.
Nel giugno del 2018 è stato introdotto un nuovo logo caratterizzato da una grafica essenziale, che intende riassumere le identità societaria e cittadina: del club elementi forti sono una grande "P" stilizzata e i colori nero e verde; mentre, dallo stemma cittadino vengono riprese le porte (una rappresentata dalla stessa "P") e le onde del fiume Noncello.
Nel giugno del 2024, la nuova società ha presentato il nuovo logo ufficiale grazie al concorso a cui hanno partecipato gli studenti dell'istituto d'arte di Cordenons.

Il logo utilizzato dal 2006 al 2014.
Il logo utilizzato dal 2014 al 2018.
Il logo utilizzato dal 2018 al 2023.

#### Inno
Fino al 2023, l'inno ufficiale del club neroverde è stato Forza Ramarri, composto da Nica Band e Nicole Pellacani. Il brano precedeva gli incontri casalinghi in occasione dell'ingresso delle squadre sul terreno di gioco.
Nel settembre 2024, il gruppo rock pordenonese dei Tre Allegri Ragazzi Morti pubblica il brano Urla forte Pordenone.

#### Mascotte
La mascotte ufficiale del club è il ramarro: l’intuizione si deve al decano dei giornalisti locali, Gildo Marchi (detto "il maestro", scomparso nel 2004 all’età di 85 anni) che nei primi anni Sessanta soprannominò i neroverdi come i "Ramarri del Noncello". Anni dopo raccontò di essersi ispirato «alle rive del Noncello, che sono scure e verdi e non dimentichiamo neppure che i ramarri, almeno allora, nel Noncello vivevano, e vivevano bene».

## Strutture

### Stadio
Per tanta parte della sua storia il Pordenone ha disputato le proprie gare interne presso lo stadio Ottavio Bottecchia, impianto polisportivo costruito nel 1925 e capace di ospitare circa 3 000 spettatori. Originariamente denominato Stadio del Littorio e successivamente intitolato alla memoria del grande ciclista trevigiano, è altresì provvisto di un velodromo in cemento lungo 400 metri, ospitante varie competizioni di ciclismo su pista di rilevanza nazionale e internazionale.
Questo non è però stato l'unico campo interno dei ramarri: il 17 giugno 2019, vista la necessità di un impianto all'altezza degli standard della Serie B e non potendo ampliare il "Bottecchia", fu firmata una convenzione con l'Udinese per l'utilizzo del rinnovato stadio Friuli durante la stagione 2019-2020. Nella stagione 2020-2021 fu inizialmente adottato come campo casalingo lo stadio Nereo Rocco di Trieste, poi sostituito dallo stadio Guido Teghil di Lignano Sabbiadoro; qui i neroverdi rimasero fino al 5 marzo 2023, quando venne ultimato l'adeguamento dello stadio Omero Tognon di Fontanafredda (già usato come campo interno del Pordenone nei primi anni 2000 laddove il "Bottecchia" era inaccessibile) agli standard professionistici.
Nel campionato di Promozione 2024-2025 i neroverdi tornano a disputare le gare casalinghe allo stadio Bottecchia.

### Centro di allenamento
Dal 2010 il Pordenone usufruisce del Centro sportivo Bruno De Marchi, ubicato in località Villanova di Sotto a Pordenone, per accogliere le sedute d'allenamento di tutte le selezioni societarie e le gare casalinghe delle squadre giovanili. La struttura, di proprietà dell'amministrazione comunale, copre una superficie di 96000 m² e dispone di tre campi da gioco in erba (il principale di 110x70 metri con annessa tribuna da 260 posti più due campi accessori da 95x60 metri) e uno in erba sintetica adatto al calcio a 7.
Nelle pertinenze dei campi vi sono inoltre tre palestre occupanti 1500 m², una sala attrezzi, una sala conferenze e un percorso adatto allo jogging. Il centro ospita inoltre la sede legale della società e il quartier generale della sezione cittadina dell'Associazione Italiana Arbitri.

## Società

### Sponsor
Di seguito la cronologia dei fornitori tecnici:
| Cronologia degli sponsor tecnici - 1983-1995 ... - 1995-1996 Lotto - 1996-1997 Giacomini Sport - 1997-2000 ... - 2000-2002 Diadora - 2002-2004 Erreà - 2004-2006 Hummel - 2006-2007 ... - 2007-2009 Joma - 2009-2011 ... - 2011-2012 Joma - 2012-2014 HS - 2014-2020 Joma - 2020-2023 Givova - 2024-2025 Erreà |

### Settore giovanile
Il settore giovanile del Pordenone è attualmente composto dalle squadre Under 17, Under 16, Under 15, Under 14, due rappresentative di Esordienti, due di Pulcini, una di "Primi Calci" e una di "Piccoli Amici".
Il palmarès comprende due titoli di Campione d'Italia per la formazione Juniores (1960-1961 e 1964-1965), con sette vittorie ai campionati regionali; due titoli di Campione d'Italia per la formazione Under 17 (2017-2018 e 2018-2019); due titoli di Campioni Regionali per gli Allievi (1967-1968 e 1968-1969, in entrambi i casi classificatisi poi al terzo posto in campo nazionale); un titolo di Campioni Regionali per i Giovanissimi, all'epoca allenati dall'ex-gloria neroverde Ezio Vendrame (1988-1989, con terzo posto finale a livello nazionale).
A partire dalla stagione 2024-2025, il Nuovo Pordenone iscrive nel girone A di Terza Categoria una squadra Under-21.

### Sezione femminile
A seguito del progetto FIGC che prevede l'obbligo per le società professionistiche maschili (anche di terza serie) di sviluppare gradualmente un settore giovanile femminile, prima dell'inizio della stagione 2017-2018 venne sottoscritto un accordo tra i presidenti Mauro Lovisa e Antonello Colle, per annettere al sodalizio neroverde la Graphistudio Pordenone, realtà femminile di riferimento del territorio.
Contemporaneamente, venne istituito anche un settore giovanile femminile, che comprendeva cinque squadre: Under 19, Under 17, Under 15, Under 12 e Under 10. Nella stagione 2021-2022, l'Under-19 femminile ha vinto il suo primo titolo nazionale.
Nella stagione 2024-2025 la sezione femminile neroverde è rappresentata dal Pordenone Women e partecipa al campionato di Eccellenza.

## Allenatori e presidenti
Di seguito la cronologia degli allenatori e dei presidenti:
- 1913-1920 ...
- 1920-1925 ...
- 1925-1926  Bohas
- 1926-1927  Iosepp
- 1927-1931 ...
- 1931-1932  Rampini
- 1932-1933  Domenichini
 Antonio Copat
- 1933-1934 ...
- 1934-1935  Herczka
- 1935-1936  Antonio Gavagnin
- 1937-1938  Facchetti
- 1938-1939  Rossi
- 1937-1938  Domenichini
- 1939-1940  Aldo Tangerini 
 Marcello Polesel
 Giorgio Rossi
- 1940-1941  Facchetti
 Aldo Tangerini
- 1941-1942  Aldo Tangerini
- 1942-1943  Agosti
 Bresin
 Severgnin
- 1943-1944  Plemick
- 1944-1945 sosp.campionati
- 1944-1947 ...
- 1947-1948  Pellegrinet
- 1948-1949  Guerrino Ros
- 1949-1950  Bonivento
- 1950-1951  Mario Pagotto
- 1951-1952  Luigi Comuzzi
- 1952-1953  Felice Arienti
- 1953-1956  Antonio Bertoli
- 1956-1957  Omero Tognon
- 1957-1958  Antonio Bertoli
- 1958-1959  Renato Cesarini
 Carlo Scarpato
- 1959-1960  Giovanni Varglien
- 1960-1962  Carlo Scarpato
- 1962-1963  Carlo Scarpato
 Giuseppe Romano
- 1963-1964  Sergio Manente
 Giovanni Varglien
- 1964-1965  Silvestro Lena
 Antonio Bertoli
 Ettore Trevisan
- 1965-1967  Ettore Trevisan
- 1967-1968  Ettore Trevisan
 Guido Del Grosso
 Sergio Pison
- 1968-1969  Sergio Pison
 Luigi Comuzzi
- 1969-1970  Luigi Comuzzi
- 1970-1971  Giorgio Valentinuzzi
- 1971-1972  Emilio Zanotti
- 1972-1975  Paride Tumburus
- 1975-1976  Giovanni Galeone
- 1976-1977  Pietro Camozzi
 Guido Del Grosso
- 1977-1978  Silvano Flaborea
 Adriano Buffoni
- 1978-1979  Adriano Buffoni
- 1979-1981  Enrico Burlando
- 1981-1982  Edoardo Reja
 Dino D'Alessi
- 1982-1983  Livio Fongaro
 Beniamino Cancian
- 1983-1984  Beniamino Cancian
 Giorgio Vignando
- 1984-1986  Beniamino Cancian
- 1986-1987  Marino Lombardo
- 1987-1988  Adriano Fedele
- 1988-1989  Silvano Flaborea
 Beniamino Cancian
- 1989-1990  Hamilton Soares Macedo
 Denis Mendoza
 Vittorio Caporale
- 1990-1991  Gabriele Podavini
 Enrico Lugo
- 1991-1992  Claudio Serafini
 Mauro Brusadin
- 1992-1994  Italo Giorio
- 1994-1997  Attilio Da Pieve
- 1997-1998  Attilio Da Pieve
 Sauro Frutti
- 1998-1999  Sauro Frutti
 Renzo Groppello
- 1999-2001  Bruno Tedino
- 2001-2002  Paolo Marin
 Adriano Fedele
- 2002-2003  Adriano Fedele
 Italo Giorio
- 2003-2004  Adriano Fedele
 Enrico Burlando
- 2004-2005  Attilio Da Pieve
- 2005-2007  Giovanni Tortolo
- 2007-2009  Massimo Pavanel
- 2009-2010  Massimo Pavanel
 Giovanni Bosi
- 2010-2011  Giovanni Bosi
- 2011-2012  Giovanni Soncin
- 2012-2013  Giovanni Soncin
 Fabio Rossitto
- 2013-2014  Carmine Parlato
- 2014-2015  Lamberto Zauli (1ª-5ª)
 Stefano Daniel (6ª)
 Luciano Foschi (7ª-14ª)
 Fabio Rossitto (15ª-38ª e play-out)
- 2015-2017  Bruno Tedino
- 2017-2018  Leonardo Colucci (1ª-25ª)
 Fabio Rossitto (26ª-38ª e play-off)
- 2018-2020  Attilio Tesser
- 2020-2021  Attilio Tesser (1ª-29ª)
 Maurizio Domizzi (30ª)[49]
 Attilio Tesser (31ª)
 Maurizio Domizzi (32ª-38ª)
- 2021-2022  Massimo Paci (1ª-2ª)
 Massimo Rastelli (3ª-8ª)
 Bruno Tedino (9ª-38ª)
- 2022-2023  Domenico Di Carlo (1ª-30ª)
 Mirko Stefani (31ª-36ª)
 Domenico Di Carlo (37ª-38ª e play-off)
- 2023  Marcello Cottafava (preparazione estiva)
- 2024-  Fabio Campaner

- 1913-1915  Frediano Tinti, Umberto Anversa, Umberto Capriolo (dirigenti)
- 1915-1936 ...
- 1936-1939  Luigi Rallo (commissario)
- 1939-1940  Luigi Tangerini (commissario straordinario)
- 1940-1942  Ernesto Sartori
- 1942-1947  Francesco Coran
- 1947-1948  Bruno Perissinotto
- 1948-1949  Teodoro Burello
- 1949-1950  Scaramelli
- 1950-1952  Giulio Locatelli
- 1952-1953  Orazio Raengo
- 1953-1957  Vincenzo Panciera di Zoppola-Gambara, conte
- 1957-1972  Silvio Cirielli
 Guido Zanussi
- 1972-1974  Piero Brisotto
- 1974-1979  Ugo Caon
- 1979-1980  Zeno Biondo
- 1981-1982  Marcello Martellossi
- 1982-1984  Alessandro Pighin
- 1984-1986  Giuseppe Gregoris
- 1986-1987  Maurizio Zamparini
- 1987-1988  Moreno Galletti (amministratore unico)
- 1988-1989  Luigi Moras
- 1989-1991  Giuseppe D'Antuono
- 1991-1994  Sante Bongiorno
- 1994-2003  Pierantonio Rigo,  Ettore Setten (presidente onorario)
- 2003-2004  Pasquale "Lino" Mungari
- 2004-2007  Giampaolo Zuzzi,  Gian Paolo Zanotel
- 2007-2023  Mauro Lovisa
- 2024-...  Gian Paolo Zanotel

## Calciatori
Protagonista in neroverde nei primi anni Trenta fu Mario Pagotto, detto "Rino": difensore arcigno classe 1911, originario della vicina Fontanafredda, nel 1937 si trasferì al Bologna, con cui vinse tre scudetti e il Torneo Internazionale dell'Expo Universale di Parigi (1937), sorta di Champions League ante litteram. L'8 settembre 1943, giorno dell'armistizio, fu fatto prigioniero dalle truppe della Wehrmacht e trasportato in diversi campi di concentramento d'Europa: a Cernovizza (l'odierna Černivci, in Ucraina) insieme ad altri deportati italiani ex-calciatori riuscì a formare una squadra e a organizzare una sorta di "torneo dei lager", vincendo 18 partite consecutive e superando anche una selezione di militari dell'Armata Rossa. Dopo più di due anni di prigionia, riuscì infine a fare rientro in Italia (ottobre 1945).
Ad oggi Pagotto è uno dei tre giocatori neroverdi (gli altri sono Manuel Pasqual e Tommaso Pobega) ad aver indossato, seppure da ex, la maglia azzurra. Manuel Pasqual ha disputato in neroverde la stagione 2000-2001 registrando 29 presenze ed un gol mentre Pobega nella stagione 2019-2020 ha giocato 31 gare in serie B realizzando 5 reti.
Nella stagione 2020-2021, il difensore Alessandro Vogliacco è stato convocato dalla Nazionale Under 21 italiana disputando 3 incontri nel girone di qualificazione per gli Europei.
Nel 1978-1979 decisivo ai fini della promozione in Serie C si rivelò l'ingaggio a stagione in corso di Ezio Vendrame, fantasista originario di Casarsa della Delizia (a pochi chilometri da Pordenone), con trascorsi in Serie A a Ferrara, Napoli e Vicenza. Giocatore fantasioso ed estroso, nelle sette presenze messe insieme da aprile in poi a fine campionato Vendrame diede un apporto sostanziale, non tanto in termini di reti (una in sette presenze), quanto piuttosto per assist e giocate decisive.
L'anno successivo non seguì i ramarri in Serie C, preferendo continuare a giocare tra i dilettanti dell'Azzanese: tornerà anni dopo al Pordenone come allenatore delle giovanili, guidando i neroverdi (categoria giovanissimi) al titolo di campioni regionali e al terzo posto ai campionati nazionali (1988-1989) dietro Bologna e Napoli, a pari merito con il Torino.
Con 336 presenze, Enrico Rigo è attualmente il giocatore più presente nella storia del club neroverde. L'ex difensore ha militato in riva al Noncello dal 1989 al 2003 nei vari campionati di Prima Categoria, Promozione, Eccellenza, Serie D/Interregionale e Serie C2.
Massimiliano Sessolo è il miglior cannoniere del Pordenone di tutti i tempi con 69 reti realizzate. L'attaccante è stato protagonista in neroverde dal 2009/10 al 2012/13 dopo una parentesi nella stagione 2002/03.
In seconda posizione troviamo Bruno Mantellato, classe '45 e originario di Castions di Zoppola, autore di 63 reti realizzate in 206 gare negli anni settanta.

## Palmarès

### Competizioni nazionali
- Supercoppa di Serie C: 1

2019
- Scudetto Serie D: 1

2013-2014

### Competizioni interregionali
- Serie C: 1

2018-2019 (girone B)
- IV Serie: 1

1952-1953 (girone C)
- Serie D: 3

1978-1979 (girone B), 2001-2002 (girone C), 2013-2014 (girone C)

### Competizioni regionali
- Eccellenza: 2

2005-2006, 2007-2008
- Promozione: 2

1994-1995 (girone A)
2024-2025 (girone A)
- Coppa Italia Dilettanti Friuli-Venezia Giulia: 1

2004-2005
- Coppa Regione (trofeo Giovanni Devetti): 1

1991-1992

### Competizioni giovanili
- Campionato Nazionale Juniores (Settore semi-professionisti): 2

1960-1961, 1964-1965
- Campionato Nazionale Under-17: 2

2017-2018 (Serie C), 2018-2019 (Serie C)
- Gallini Cup: 1

2020 (Under-14)

### Altri piazzamenti
- Serie C:

Secondo posto: 1945-1946 (girone B)
- Lega Pro:

Secondo posto: 2015-2016 (girone A)
Terzo posto: 2016-2017 (girone B)
- Prima Divisione:

Terzo posto: 1940-1941 (girone A)
- Serie D:

Secondo posto: 1968-1969 (girone C), 1969-1970 (girone C), 2000-2001 (girone C), 2012-2013 (girone C)
Terzo posto: 1967-1968 (girone C)
- IV Serie:

Terzo posto: 1953-1954 (girone D)
- Seconda Divisione:

Terzo posto: 1931-1932 (Venezia Giulia)
- Eccellenza:

Secondo posto: 1995-1996
- Promozione:

Secondo posto: 1950-1951 (girone A), 2004-2005 (girone A)
Terzo posto: 1951-1952 (girone A)
- Prima Categoria:

Secondo posto: 1992-1993
- Coppa Italia Serie D:

Semifinalista: 2009-2010
- Coppa Italia Dilettanti Friuli-Venezia Giulia:

Finalista: 2005-2006
Semifinalista: 1995-1996, 2007-2008

## Statistiche e record

### Partecipazione ai campionati
| Livello | Categoria                           | Partecipazioni | Debutto   | Ultima stagione | Totale |
| ------- | ----------------------------------- | -------------- | --------- | --------------- | ------ |
| 2º      | Serie B                             | 3              | 2019-2020 | 2021-2022       | 3      |
| 3º      | Prima Divisione                     | 3              | 1932-1933 | 1934-1935       | 20     |
| 3º      | Serie C                             | 14             | 1939-1940 | 2022-2023       | 20     |
| 3º      | Lega Pro                            | 3              | 2014-2015 | 2016-2017       | 20     |
| 4º      | Promozione                          | 2              | 1950-1951 | 1951-1952       | 33     |
| 4º      | IV Serie                            | 5              | 1952-1953 | 1956-1957       | 33     |
| 4º      | Campionato Interregionale - 1ª Cat. | 1              | 1957-1958 | 1957-1958       | 33     |
| 4º      | Serie D                             | 14             | 1964-1965 | 1977-1978       | 33     |
| 4º      | Serie C2                            | 11             | 1979-1980 | 2002-2003       | 33     |
| 5º      | Prima Divisione                     | 2              | 1948-1949 | 1949-1950       | 14     |
| 5º      | Serie D                             | 4              | 1978-1979 | 2013-2014       | 14     |
| 5º      | Campionato Interregionale           | 2              | 1989-1990 | 1991-1992       | 14     |
| 5º      | Campionato Nazionale Dilettanti     | 6              | 1992-1993 | 1998-1999       | 14     |

### Partecipazione alle coppe
| Competizione                    | Partecipazioni | Debutto   | Ultima stagione | Totale |
| ------------------------------- | -------------- | --------- | --------------- | ------ |
| Coppa Italia                    | 8              | 1939-1940 | 2020-2021       | 8      |
| Coppa Italia Serie C            | 11             | 1981-1982 | 2018-2019       | 16     |
| Coppa Italia Lega Pro           | 3              | 2014-2015 | 2016-2017       | 16     |
| Coppa Italia Semiprofessionisti | 2              | 1979-1980 | 1980-1981       | 16     |
| Coppa Italia Serie D            | 10             | 1999-2000 | 2013-2014       | 10     |
| Poule Scudetto                  | 2              | 2001-2002 | 2013-2014       | 2      |
| Coppa Italia Dilettanti         | 1              | 2004-2005 | 2004-2005       | 1      |

### Statistiche individuali
Di seguito le top 10 di primatisti di presenze e reti in campionato:
| Record di presenze - 336 Enrico Rigo - 277 Riccardo Piva - 274 Elio Bernardis - 256 Attilio Da Pieve - 232 Stefano Capasa - 222 Renzo Jut - 218 Gianni Renzulli - 215 Fabio Campaner - 206 Bruno Mantellato - 189 Mauro Catto | Record di reti - 69 Massimiliano Sessolo - 63 Bruno Mantellato - 47 Emil Zubin - 45 Gianni Renzulli - 43 Massimo Pedriali - 42 Mauro Lovisa - 35 Nicola Locatelli - 32 Christian Soave - 28 Renzo Jut - 28 Andrea Pentore |

## Tifoseria

### Storia
Dalla metà degli anni' 90 del Novecento ai primi anni 2000 si possono ricordare i gruppi ultras Naonian Army, Ultras Pordenone, Guardia Cittadina e Rude Crew.
Attualmente la tifoseria neroverde è composta dai gruppi ultras Supporters Pordenone (nati nel 2008) e Bandoleros Pordenone (2016). Altri gruppi di tifosi, nati in tempi diversi, sono i Gomiti alti e il fan club PN Neroverde 2020.

### Gemellaggi e rivalità
I collettivi al seguito del Pordenone coltivano un gemellaggio con la tifoseria del Cosenza e intrattengono buoni rapporti con le "curve" di Fano, Nocerina, Pro Sesto, Lecce e Sanvitese. Ai tempi del professionismo, le rivalità salienti si registravano contro: Bassano Virtus, Triestina, Chioggia Sottomarina e Piacenza.